# Âne de Martina Franca
L’âne de Martina Franca, nommé en italien asino di Martina Franca ou asino martinese, est une race d’âne commun italienne originaire de Martina Franca, commune des Pouilles.

## Origines
La tradition fait de l'âne de Martina Franca un descendant de l'âne catalan, importé dans les Murges par les Comtes de Conversano à l'époque de la domination espagnole. Ces origines prêtent cependant à caution, une race asine autochtone étant déjà présente dans la région avant l'arrivée de l'âne espagnol.

## Morphologie

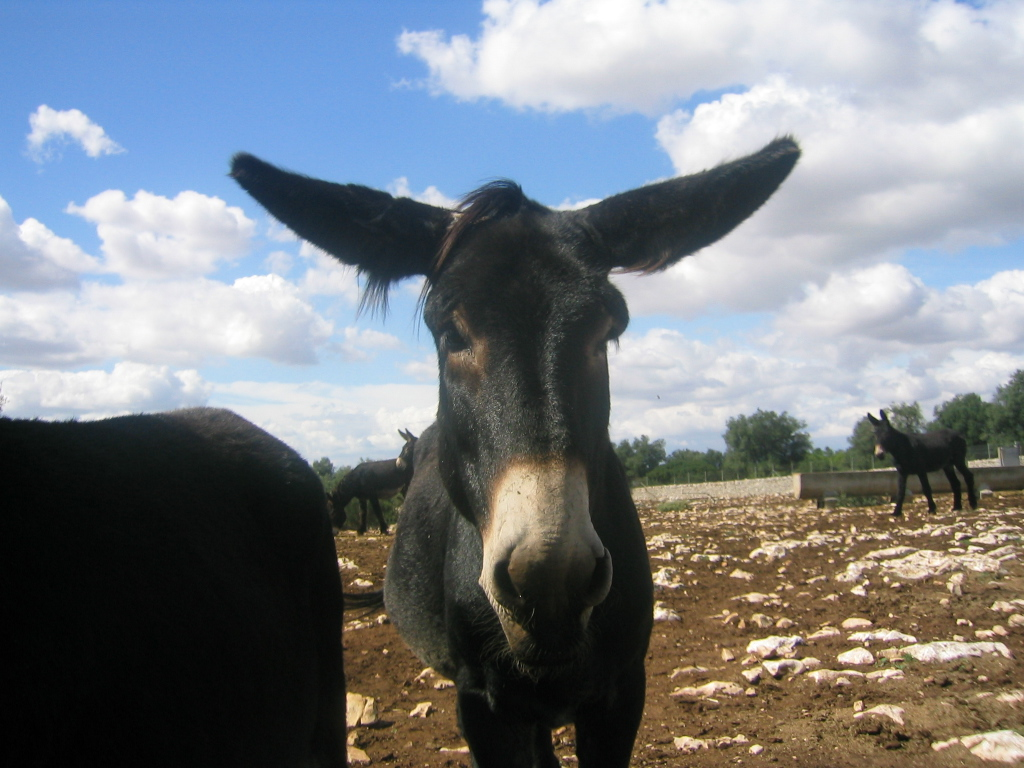
Tête d'un âne de Martina Franca.

C'est un âne de grande taille, les mâles mesurant en moyenne 1,35 m au garrot contre 1,27 m pour les femelles. Sa robe varie du bai foncé au fougère et est caractérisée par un ventre clair, un bout du nez gris et une crinière noire. Sa tête présente un front large et plat, ainsi que des arcades proéminentes. Les oreilles sont longues, droites, larges à la base, bien attachées et les pavillons sont très fournis en poils. L'encolure est musclée avec une large base d'attache et mène à un garrot légèrement relevé. L'épaule est bien attachée et correctement inclinée. Son dos est large et la croupe longue et musclée. Le poitrail est ample et musclé. Ses membres sont robustes et ses articulations sont plutôt sèches et épaisses. Le pied est droit, solide et large.

## État de l'élevage

Logo de l'ANAMF.

Depuis 1990, la race est gérée par l'Association nationale des éleveurs du Cheval Murgese et de l'Âne de Martina Franca (Associazione nazionale allevatori del cavallo Murgese e dell'asino di Martina Franca ou ANAMF), dont le siège est situé à Martina Franca. Cette association a, entre autres, pour objectifs de réunir les éleveurs et de participer à la conservation, à l'amélioration, à la valorisation et à la diffusion de l'âne Martina Franca,.
L'âne de Martina Franca est élevé dans toute la zone entourant Martina Franca appelée Murge tarentine. Cette zone, particulièrement adaptée à l'élevage, est composée des communes d'Alberobello, de Locorotondo, de Ceglie Messapica, Noci, Mottola et Massafra.

## Utilisations
L'âne de Martina Franca est un animal frugal qui sait s'adapter à tous types de terrain. Il a ainsi longtemps été utilisé comme animal de somme ainsi que pour la production mulassière.
La production de mules reste aujourd'hui l'un de ses débouchés, mais il est également recherché pour la production de lait d'ânesse ainsi que pour sa viande.